# كاوكاونا
كاوكاونا (ويسكونسن) (بالإنجليزية: Kaukauna, Wisconsin)‏ هي بلدة وthird-class city تقع في الولايات المتحدة في مقاطعة أوتاغامي. يقدر عدد سكانها بـ 15,462 نسمة ومساحتها 20.88 كم2 وترتفع عن سطح البحر 198 متر.

## التركيبة السكانية
قام مكتب تعداد الولايات المتحدة بتحديد بيانات التركيبة السكانية لكاوكاونافي تعداد الولايات المتحدة. في ما يلي، التركيبة السكانية حسب تعدادي 2000 و2010.

### تعداد عام 2000
بلغ عدد سكان كاوكاونا 12,983 نسمة بحسب تعداد عام 2000، وبلغ عدد الأسر 4,971 أسرة وعدد العائلات 3,365 عائلة مقيمة في المدينة.
وتوزع التركيب العرقي للمدينة بنسبة 95.48% من البيض و 0.07% من سكان جزر المحيط الهادئ و 0.91% من عرقين مختلطين أو أكثر.
بلغ عدد الأسر 4,971 أسرة كانت نسبة 35.5% منها لديها أطفال تحت سن الثامنة عشر تعيش معهم، وبلغت نسبة الأزواج القاطنين مع بعضهم البعض 55.0% من أصل المجموع الكلي للأسر، وكانت نسبة 32.3% من غير العائلات. تألفت نسبة 26.6% من أصل جميع الأسر من أفراد ونسبة 12.3% كانوا يعيش معهم شخص وحيد يبلغ من العمر 65 عاماً فما فوق. وبلغ متوسط حجم الأسرة المعيشية 3.16، أما متوسط حجم العائلات فبلغ 2.57.
بلغ العمر الوسطي للسكان 35 عاماً. وكانت نسبة 27.7% من القاطنين تحت سن الثامنة عشر، وكانت نسبة 8.6% بين الثامنة عشر والأربعة وعشرون عاماً، ونسبة 30.5% كانت واقعةً في الفئة العمرية ما بين الخامسة والعشرون حتى والأربعة وأربعون عاماً، ونسبة 19.4% كانت ما بين الخامسة والأربعون حتى الرابعة والستون، ونسبة 13.7% كانت ضمن فئة الخامسة والستون عاماً فما فوق. يوجد لكل 100 أنثى 97.0 ذكر، ويوجد لكل 100 أنثى في الثامنة عشر من عمرها فما فوق 94.4 ذكر.
وكان متوسط دخل الذكور 38,880 دولار مقابل 22,830 دولار للإناث. وسجل دخل الفرد الخاص بالمدينة 18,748 دولار.

### تعداد عام 2010
بلغ عدد سكان كاوكاونا 15,462 نسمة بحسب تعداد عام 2010، وبلغ عدد الأسر 6,270 أسرة وعدد العائلات 4,090 عائلة مقيمة في المدينة. في حين سجلت الكثافة السكانية 2,018.5 نسمة لكل ميل مربع (779.3/كم2). وبلغ عدد الوحدات السكنية 6,596 وحدة بمتوسط كثافة قدره 861.1 لكل ميل مربع (332.5/كم2).
وتوزع التركيب العرقي للمدينة بنسبة 94.5% من البيض و 0.8% من الأمريكيين الأصليين و 1.3% من الأمريكيين ذوي الأصول الآسيوية و 0.7% من الأمريكيين الأفارقة و 1.6% من عرقين مختلطين أو أكثر.
بلغ عدد الأسر 6,270 أسرة كانت نسبة 33.9% منها لديها أطفال تحت سن الثامنة عشر تعيش معهم، وبلغت نسبة الأزواج القاطنين مع بعضهم البعض 50.2% من أصل المجموع الكلي للأسر، ونسبة 10.3% من الأسر كان لديها معيلات من الإناث دون وجود شريك، بينما كانت نسبة 4.8% من الأسر لديها معيلون من الذكور دون وجود شريكة وكانت نسبة 34.8% من غير العائلات. تألفت نسبة 27.9% من أصل جميع الأسر من أفراد ونسبة 10.6% كانوا يعيش معهم شخص وحيد يبلغ من العمر 65 عاماً فما فوق. وبلغ متوسط حجم الأسرة المعيشية 3.01، أما متوسط حجم العائلات فبلغ 2.45.
بلغ العمر الوسطي للسكان 34.6 عاماً. وكانت نسبة 25.8% من القاطنين تحت سن الثامنة عشر، وكانت نسبة 8.3% بين الثامنة عشر والأربعة وعشرون عاماً، ونسبة 29.5% كانت واقعةً في الفئة العمرية ما بين الخامسة والعشرون حتى والأربعة وأربعون عاماً، ونسبة 24.2% كانت ما بين الخامسة والأربعون حتى الرابعة والستون، ونسبة 12.2% كانت ضمن فئة الخامسة والستون عاماً فما فوق. وتوزع التركيب الجنسي للسكان بنسبة 49.5% ذكور و50.5% إناث.